# Bard on the Beach
Bard on the Beach (Barde am Strand) ist das größte Theaterfestival in Westkanada. Es findet seit 1990 jeden Sommer in Vancouver statt. Eine professionelle, nicht-gewinnorientierte Theatergruppe mit über 30 Schauspielern führt in der jeweils von Ende Mai bis Ende September dauernden Saison drei oder vier Theaterstücke von William Shakespeare auf. Gespielt wird auf zwei Freiluftbühnen, der Mainstage mit 520 Plätzen und dem Douglas Campbell Studio Stage mit 240 Plätzen. Diese befinden sich im Stadtteil Kitsilano im Vanier Park. Im Jahr 2006 wurden über 80.000 Zuschauer gezählt.
Bisher aufgeführte Theaterstücke:
| - Antonius und Cleopatra - Cymbeline - Das Wintermärchen - Der Kaufmann von Venedig - Der Sturm - Der Widerspenstigen Zähmung - Zwei Herren aus Verona - Die lustigen Weiber von Windsor - Die Komödie der Irrungen - Ein Sommernachtstraum - Ende gut, alles gut - Hamlet - Heinrich IV. - Heinrich V. | - Julius Caesar - König Lear - Macbeth - Maß für Maß - Perikles, Prinz von Tyrus - Richard III. - Romeo und Julia - Rosenkrantz und Güldenstern sind tot - Timon von Athen - Troilus und Cressida - Verlorene Liebesmüh - Viel Lärm um nichts - Was ihr wollt - Wie es euch gefällt |